# Juan Antonio Martínez
Juan Antonio Martínez (¿? - Ciudad de Guatemala, 30 de abril de 1854) fue presidente interino de Guatemala entre el 16 de agosto de 1848 y el 28 de noviembre del mismo año. Fue designado luego de la renuncia del presidente José Rafael Carrera y Turcios el 15 de agosto de 1848.
La Asamblea Nacional Legislativa, liderada por los liberales, aceptó la renuncia de Carrera el 17 de agosto de 1848, pasando a deliberar quién debería sustituirle. Al final, escogieron al señor Juan Antonio Martínez por las siguientes razones:
- Pasaba de los sesenta años.
- Había mantenido una posición prudente con todos los gobiernos.
- Había acrecentado su capital honradamente.
- Su firma gozaba del mejor crédito.
- Era liberal moderado, ejemplar padre de familia, sin vicios y con poca ambición de mando pública.[1]

Al principio, Martínez no aceptó la posición, pero finalmente fue convencido. Su gobierno se inició el 17 de agosto con el siguiente manifiesto:

Trabajemos de consumo.  Que no hayan divergencias; que no haya desaliento cuando se trata de salvar al país de intensos desastres y de prevenir tal vez su completa ruina.  Este interés es de todos, es un interés vital:  no lo desatendamos, si queremos tener una patria...

Guatemaltecos: rodead al gobierno y prestadle todo vuestro apoyo...

Tomado de: Hernández de León, F. El Libro de las Efemérides Tomo III. Tipografía Sánchez y de Guise, Guatemala. 1,930

Al no tener experiencia en el ámbito de la política, la administración de Martínez fue una serie de errores y desviaciones. Como comerciante de grana, y banquero experto en moneda extranjera, tuvo un buen manejo del banco de Guatemala.
El 27 de noviembre de 1848 presentó su renuncia irrevocable debido a la guerra y las "pasiones sucia" de los políticos. Murió en la Ciudad de Guatemala el 30 de abril de 1854.